# Urugasmanhandiya
Urugasmanhandiya est une localité du Sri Lanka situé dans le district de Galle. Elle accueillit pendant la seconde guerre des Boers un camp de concentration de l'Empire britannique (1901-1902).